# Ice blink
L'ice blink è un fenomeno atmosferico consistente in una luce bianca visibile all'orizzonte, specialmente in caso di nuvole basse. È il risultato dalla rifrazione della luce solare sul ghiaccio poco oltre l'orizzonte.
L'ice blink veniva usato dagli Inuit e dagli esploratori impegnati nella ricerca del passaggio a nord ovest per cercare una via di navigazione aperta dai ghiacci.
La canzone dei Cocteau Twins Iceblink Luck è così chiamata per il fenomeno.